# جلين بارنت
جلين بارنت (بالإنجليزية: Glyn Barnett) هو لاعب رماية بريطاني، ولد في 1 ديسمبر 1970.

## روابط خارجية
- جلين بارنت على موقع اتحاد ألعاب الكومنولث (مؤرشف) (الإنجليزية)
- جلين بارنت على موقع دورة ألعاب الكومنولث 2006 (مؤرشف) (الإنجليزية)